# Christoph Hübner
Christoph Hübner (* 1948) ist ein deutscher Filmemacher, Autor und Produzent.

## Leben
Hübner wuchs in Heidelberg und Hamburg als Sohn eines Kirchenmusikers und einer Redakteurin auf. Das Abitur legte er 1968 am Johanneum in Hamburg ab. Danach studierte er Jura in Heidelberg und München, zugleich beschäftigte er sich intensiv mit der Fotografie. 1968 begegnete er Gabriele Voss, mit der er seither zusammen lebt und arbeitet. Ab 1971 studierte er an der Hochschule für Fernsehen und Film München, Abteilung Spielfilm. Schon die frühen Hochschulfilme erhielten Aufmerksamkeit und wurden auf verschiedenen Festivals wie Oberhausen, Hof und Mannheim gezeigt. Der dokumentarische Spielfilm „Huckinger März“ (1973) war Hübners erste Begegnung mit dem Ruhrgebiet. Die nächsten Filme entstanden ebenfalls im Ruhrgebiet, unter anderem der viereinhalbstündige Film „Lebens-Geschichte des Bergarbeiters Alphons S.“ (1978), für den Hübner (mit Gabriele Voss und Alphons Stiller) 1980 den Adolf-Grimme-Preis erhielt. 1975 erhielt er eine Professur an der Hochschule für Bildende Künste in Hamburg. 1978 erfolgte der Umzug ins Ruhrgebiet. Dort gründete Hübner zusammen mit Gabriele Voss, Werner Ruzicka, Theo Janßen, Günther Hörmann unter anderem das RuhrFilmZentrum, das sich eine längerfristige und nachhaltige Filmarbeit im Ruhrgebiet zum Ziel setzt. Außerdem engagiert er sich für eine regionale Filmförderung in NRW und war an der Gründung des Filmbüros NW (1980) sowie der Arbeitsgemeinschaft Dokumentarfilm (1980) beteiligt.
Ab 1978 entstanden zahlreiche, überwiegend dokumentarische Filme für Kino und Fernsehen. Viele der Projekte sind Filmzyklen beziehungsweise Langzeitprojekte. Sie begleiten Orte und Menschen über längere Zeiträume, insbesondere im Ruhrgebiet. Beispiele sind unter anderem „Prosper/Ebel – Chronik einer Zeche und ihrer Siedlung“ (1979–1983, 1995–1998, 2018 ff.); „Menschen im Ruhrgebiet“ (1986–1988); „Emscher-Skizzen“ (2006 bis 2016); die Fußball-Trilogie „Die Champions“, „Halbzeit“ und „Nachspiel“ (1998 bis 2019).
Weitere Schwerpunkte sind das Thema Deutschland und deutsche Geschichte. Oft sind es Filme über Menschen, deren Geschichte Hübner als Chroniken ihrer Zeit dokumentiert: Lebens-Geschichte des Bergarbeiters Alphons S. (1978); AnnaZeitLand (1993), Thomas Harlan – Wandersplitter (2006); Nachlass (2017).
Daneben interessieren Hübner immer wieder auch Kunst und Künstler und die Reflexion des eigenen Metiers: Vincent van Gogh – Der Weg nach Courrières (1989); Wagner-Bilder (2002); Mandala (2012); Transmitting (2013) sind Beispiele dafür. Für 3sat, WDR und ZDF entwickelt Hübner das Fernsehformat Dokumentarisch Arbeiten (1995–2012), eine Reihe von 17 jeweils einstündigen Film-Begegnungen mit Dokumentaristen-Kollegen wie Klaus Wildenhahn, Jürgen Böttcher, Volker Koepp, Peter Nestler, Johan van der Keuken, Harun Farocki, Thomas Heise, Nikolaus Geyerhalter und andere. Darin geht es um den Dokumentarfilm als Autorenfilm.
Neben der Filmarbeit veröffentlichte Hübner zahlreiche Texte zum Dokumentarfilm und seiner Ästhetik. Dozenturen, Lehraufträge und Workshops führten ihn durch Europa, die USA, Südamerika, Süd- und Südostasien sowie Afrika.
Für seine allgemeinen Verdienste um den NRW-Film und seine Filmarbeit im Ruhrgebiet erhielt er 2004 zusammen mit Gabriele Voss den Verdienstorden des Landes Nordrhein-Westfalen.
Die Filme von Christoph Hübner und Gabriele Voss wurden auf zahlreichen nationalen und internationalen Festivals gezeigt, unter anderem in Berlin, Mannheim, Leipzig, Duisburg, München, Hamburg, Amsterdam, Wien, Linz, Paris, Lussas, London, Riga, Haifa, Montreal, Melbourne, Bombay, Shanghai und Peking.
Das Goethe-Institut präsentiert seine Filme weltweit im Rahmen von Tourneen und Workshops unter anderem in London, New York, San Francisco, Los Angeles, Atlanta, Chicago, Houston, Dallas, Rio de Janeiro, Sao Paulo, Salvador da Bahia, Dacca, Neu-Delhi, Kalkutta, Kathmandu, Hyderabad, Jakarta, Manila, Madras, Bangkok, Hongkong, Singapur, Accra, Lille, Toulouse, Tunis und Tblissi.
Hübner ist Mitglied der Deutschen und Europäischen Filmakademie.

## Filmografie
- 1971: Das erste Jahr
- 1972: Pragfilm*[3]
- 1973: Drei Ansichten einer Stadt
- 1974: Huckinger März
- 1976: Vom Alltag einer Krise*
- 1978: Lebens-Geschichte des Bergarbeiters Alphons S. / 8 Teile / 256 Min*.
- 1979–2003 Zyklus „Prosper/Ebel Chronik einer Zeche und ihrer Siedlung“:
- 1980: Die vierte Generation (Co-Regie: Theo Janßen)
- 1980: Grüße vom Nachbarn Karl
- 1981: Die Einwanderer *
- 1982: Inmitten von Deutschland*
- 1983: Stadtmusik Unna – Fragmente einer musikalischen Inszenierung
- 1983: Ruhrchronik I: Räumung und Abriss des Hauses Auguststraße Nr. 5
- 1984: Ruhrchronik II: Back The Miners*
- 1986–1989: Zyklus „Menschen im Ruhrgebiet“:
- 1986: Hans Karl Steffen – Dortmund – Maler
- 1986: Theo Jörgensmann – Bottrop – Klarinette
- 1987: Eckard Schulz – Dortmund – Steeldrums
- 1989: Ilse Kibgis – Gelsenkirchen – Gedichte
- 1988: Die Stadtprobe oder: sieben Arten von Unna zu sprechen
- 1989: Vincent van Gogh – Der Weg nach Courrières*
- 1993: Anna Zeit Land*
- 1995–2012: Dokumentarisch arbeiten / eine Filmreihe mit insgesamt 17 Filmen*
- 1998: Das Alte und das Neue / Fortsetzung des Zyklus: Prosper / Ebel – Chronik einer Zeche und ihrer Siedlung *
- 2002: Wagner-Bilder / Filminstallation zum musikalischen Motiven aus dem „Ring des Nibelungen“ von Richard Wagner*
- 1998–2003: Die Champions* (1. Teil der Fußballtrilogie)
- 2006: Thomas Harlan – Wandersplitter*
- 2009: HalbZeit* (2. Teil der Fußballtrilogie)
- 2006–2013: Emscherskizzen / Zyklus von 80 dokumentarischen Kurzfilmen*
- 2012: Mandala*
- 2013: Transmitting*
- 2017: Nachlass*[4]
- 2019: Nachspiel* (3. Teil der Fußballtrilogie)[5]

(* zusammen mit Gabriele Voss)

## Filme im Verleih
Real Fiction Filmverleih:
- Vincent van Gogh – Der Weg nach Courrières / Anna Zeit Land / Die Champions / HalbZeit / Thomas Harlan – Wandersplitter / Mandala / Transmitting

Kinemathek im Ruhrgebiet:
- Vom Alltag einer Krise / Tor 2 / Ruhrchroniken I-III / Prosper/Ebel: Die vierte Generation / Matte Wetter / Frauenleben / Die Einwanderer / Inmitten von Deutschland

Stiftung Deutsche Kinemathek:
- Lebens-Geschichte des Bergarbeiters Alphons S. / Vincent van Gogh – Der Weg nach Courrieres

Film Kino Text:
- Nachlass

## DVD-Editionen
- Lebens-Geschichte des Bergarbeiters Alphons S., LWL-Medienzentrum für Westfalen, D 2018
- Prosper/Ebel – Chronik einer Zeche und ihrer Siedlung, 7 Filme (1979–1998), LWL-Medienzentrum für Westfalen, D 2018
- Die Champions, Alive – Vertrieb und Marketing, D 2003
- Schnitte in Raum und Zeit, Edition Filmmuseum, D 2006
- Thomas Harlan – Wandersplitter, Edition Filmmuseum, D 2007
- Dokumentarisch arbeiten 1 – Wildenhahn / Böttcher / Nestler / Koepp, Edition Filmmuseum, D 2008
- EmscherSkizzen. Menschen und Orte im Emschertal D 2006–2010, Klartext, D 2012
- Mandala, Good! Movies, D 2013
- Dokumentarisch Arbeiten 2 – Grabe / Mikesch / Farocki / Heise, Edition Filmmuseum, D 2013
- Transmitting, Good! Movies, D 2016
- Nachlass, Good! Movies, D 2019

## Veröffentlichungen
- Annähernde Verwirklichung einer kleinen Utopie. In: Jahrbuch Film 79/80. Berichte/Kritiken/Daten. Herausgegeben von Hans Günther Pflaum. Carl Hanser Verlag, München/Wien 1979.
- Der Zuschauer als Interessent. In: Der Dokumentarfilm in der Kritik, Klaus Kreimeier (Red.), Josef Schnelle (Red.), Arbeitsgemeinschaft der Filmjournalisten (Hg.), Berlin 1982
- Filmarbeit vor Ort. In: Bergarbeiter im Spielfilm, Bert Hogenkamp (Hg.), K.M. Laufen, Oberhausen 1982
- Das Dokumentarische als Haltung. In: Augenzeugen, Hans Helmut Prinzler (Hg.), Eric Rentschler (Hg.), Verlag der Autoren, Frankfurt 1988
- Filmen, Schreiben, Fotografieren. In: epd Film, Frankfurt 1989
- Kino im Kopf, das Fernsehen vor Augen. In: Bilderwelten, Weltbilder, Marburg 1991
- Dokumentarisch Arbeiten – 7 Gespräche über den Dokumentarfilm. Gabriele Voss (Hg.), Vorwerk 8, Berlin 1996
- Ins Offene – Dokumentarisch Arbeiten II, Gabriele Voss (Hg.), Vorwerk 8, Berlin 2000
- Neun Bemerkungen zur aktuellen Lage des Dokumentarfilms. In: Peter Zimmermann u. a. „Dokumentarfilm im Umbruch“, Konstanz 2009
- Die Kunst des Fragens. In: Carsten Heinze u. a. „Medialisierungsformen des Autobiografischen“, 2009
- Film/Arbeit: Texte, Dokumente, Arbeitsnotizen. Bert Rebhandl (Hg.) Vorwerk 8, Berlin 2014

## Auszeichnungen u. a.
- Adolf-Grimme-Preis
- Jugendfilmpreis Oberhausen
- Kunstpreis der Stadt Witten
- Stadtfilmer von Unna
- Verdienstorden des Landes Nordrhein-Westfalen
- Grand Prix des International History Filmfestival in Rijeka

## Filme über Christoph Hübner
- Das Interesse an Rohzuständen – Porträt des Dokumentarfilmers Christoph Hübner. Von Alexander Kluge in der Reihe 10 vor 11, 30 Min., RTL, 1989
- Dialog mit Christoph Hübner. Von Peter Kremski, Kanal 4, RTL, 60 Min., 1990
- Arbeit mit Bildern und Tönen, Porträt Christoph Hübner u. Gabriele Voss, 30 Min., WDR 1994, 3Sat 1998.
- Christoph Hübner & Gabriele Voss zu Lebens-Geschichte des Bergarbeiters Alphons S. (LWL, Extra zur Neuedition des Filmzyklus)

## Interviews und Texte über Hübner (Auswahl)
- Wilhelm Roth über Christoph Hübner, Gabriele Voss und das Ruhrfilmzentrum, in: Der Dokumentarfilm seit 1960, München, Luzern 1982
- Wilhelm Roth: Christoph Hübner – Chronist des Ruhrgebiets, in Cornelia Bolesch: Dokumentarisches Fernsehen, München 1990
- Rory Mac Lean: Interview mit Christoph Hübner, Goethe-Institut, Künstler in Deutschland[6]
- Michael Girke: Menschen. Orte. Alltag – Gespräch mit Christoph Hübner und Gabriele Voss über ihre Ruhrgebietsfilme, dokumentarfilminitiative
- Michael Girke: Das Rohe & das Gekochte – ein Gespräch mit Christoph Hübner und Gabriele Voss, in: Filmdienst 7/2011